# Michael Cimino
Michael Cimino (n. 3 februarie 1939, New York City - d. 2 iulie 2016, Los Angeles) a fost un regizor de film american. A fost laureat al Premiului Oscar pentru regia filmului Vânătorul de cerbi.

## Filmografie

### Regie
- 1974 Pe urmele banilor (Thunderbolt and Lightfoot)
- 1978 Vânătorul de cerbi (The Deer Hunter)
- 1980 Tărâmul făgăduinței (Heaven's Gate)
- 1985 Anul dragonului (Year of the Dragon)
- 1987 Sicilianul (The Sicilian)[11]
- 1990 Ore de disperare (Desperate Hours)
- 1996 Gonind spre soare (The Sunchaser)

## Cronologie
| An   | Titlu                     | Box office  | Contribuție                        | Note                                                                |
| ---- | ------------------------- | ----------- | ---------------------------------- | ------------------------------------------------------------------- |
| 1972 | Silent Running            |             | Co-scenarist                       | Debut scenaristic                                                   |
| 1973 | Magnum Force              | $39,768,000 | Co-scenarist                       |                                                                     |
| 1974 | Thunderbolt and Lightfoot | $21,700,000 | Regizor/scenarist                  | Debut regizoral                                                     |
| 1978 | The Deer Hunter           | $48,979,328 | Regizor/Co-scenarist/Co-producător | Premiul Oscar pentru cel mai bun film și pentru cel mai bun regizor |
| 1979 | The Rose                  | $29,174,648 | Scenarist (nemenționat)            |                                                                     |
| 1980 | Heaven's Gate             | $3,484,331  | Regizor/Scenarist                  | Zmeura de Aur pentru cel mai prost regizor                          |
| 1981 | The Dogs of War           | $5,484,132  | Scenarist (nemenționat)            |                                                                     |
| 1985 | Year of the Dragon        | $18,707,466 | Regizor/Co-scenarist               |                                                                     |
| 1987 | The Sicilian              | $5,406,879  | Regizor                            |                                                                     |
| 1990 | Desperate Hours           | $2,742,912  | Regizor                            |                                                                     |
| 1996 | The Sunchaser             | $21,508     | Regizor, producător                | Ultimul său film artistic regizat în întregime                      |
| 2007 | No Translation Needed     |             | Regizor                            | Segmentul To Each His Own Cinema                                    |